# Victor Fort
Pour les articles homonymes, voir Fort.
Victor Fort est un homme politique français né le 12 janvier 1865 à Lyon (Rhône) et décédé le 20 février 1911 dans la même ville.

## Biographie
Ouvrier typographe, puis imprimeur 15-17 rue Victorien-Sardou à Lyon.
Il est conseiller municipal et adjoint au maire de Lyon sous deux mandatures. Élu treizième adjoint de la ville de Lyon le 20 mai 1900 et réélu troisième adjoint le 15 mai 1904 jusqu'au 17 mai 1908.
Élu député du Rhône sous la huitième législature de la troisième République le 10 décembre 1905 (groupe socialiste).
Il est réélu député du Rhône sous la neuvième législature de la troisième république le 6 mai 1906 jusqu'au 31 mai 1910, inscrit au groupe socialiste parlementaire.

## Hommages
Une rue porte son nom à Lyon dans le quartier de la Croix-Rousse.

## Source
- « Victor Fort », dans le Dictionnaire des parlementaires français (1889-1940), sous la direction de Jean Jolly, PUF, 1960 [détail de l’édition]